# 鵤工舎
株式会社鵤工舎（いかるがこうしゃ）とは、小川三夫が奈良県生駒郡斑鳩町に興した寺社建築（社寺建築）専門の建設会社である。
1977年（昭和52年）創業。1990年（平成2年）には株式会社を設立し、本社を栃木県塩谷郡塩谷町とする。

## 概要
神社仏閣建築の設計・施工、文化財建造物の修理等を主に手がける。

## 会社概要
- 代表者 - 前田世貴
- 本社所在地 - 栃木県塩谷郡塩谷町田所1242-10
- 斑鳩作業所 - 奈良県生駒郡斑鳩町三井451

## 関連人物
- 西岡常一 - 創業者 小川三夫の師で、「最後の宮大工」と称された宮大工棟梁。

## 関連書籍
- 塩野米松『鵤工舎の仕事 長泉寺建立記』文藝春秋、2008年12月。ISBN 978-4-16-370610-8。

## 映画
- 田中光敏監督作品「火天の城」に協力。エンドロール内に、鵤工舎の名が確認できる。